# Lyrik – Jazz – Prosa

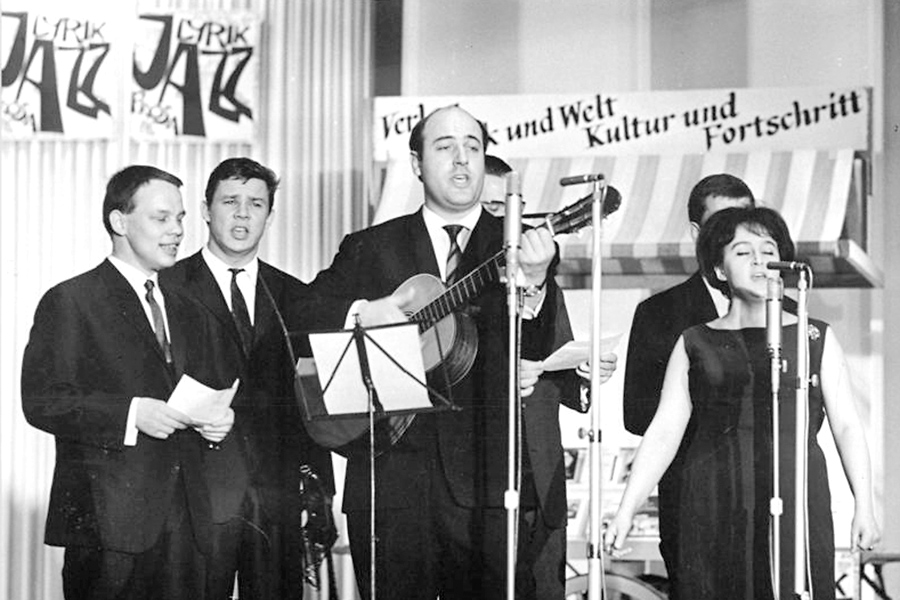
Auf der Berliner Premiere von Lyrik – Jazz – Prosa: Manfred Krug, Ruth Hohmann und die Jazz-Optimisten

Unter der Bezeichnung Lyrik – Jazz – Prosa fanden in den 1960er Jahren in der DDR Kulturveranstaltungen mit einer Mischung aus Jazzmusik und Lesungen von Gedichten und Prosa statt.

## Geschichte
1963 rief der Werbeleiter des Verlags Volk und Welt, Werner Sellhorn, die Verlagswerbeveranstaltung „Jazz und Lyrik“ ins Leben. 1964/65 wurde sie nahezu 100-mal in vielen Städten der DDR aufgeführt. Für die Veranstaltungsserie wurden hauptsächlich heitere und satirische Gedichte aus den Büchern des Verlages ausgewählt. Zu den Rezitatoren gehörte der Schauspieler und Musiker Manfred Krug. Als Musiker traten meist die Berliner Amateurband Jazz Optimisten Berlin im Dixieland-Stil sowie Manfred Krug als Jazzsänger auf. Schon in der Reihe „Jazz und Lyrik“ wirkten gelegentlich Gäste als Sänger oder Rezitatoren mit. Dazu gehörten die Jazzsängerin Ruth Hohmann, die Schauspieler Annekathrin Bürger, Angelica Domröse, Eberhard Esche, Edwin Marian und Gerry Wolff, der Kabarettist Gerd E. Schäfer, der Liedermacher Wolf Biermann sowie die Schauspielerin und Sängerin Eva-Maria Hagen.
Bei einer Veranstaltung 1965 wurde Wolf Biermann die Teilnahme an einer Aufführung von „Jazz und Lyrik“ verwehrt. Daraufhin weigerten sich anfangs die übrigen Künstler, unter ihnen Manfred Krug, mit der Vorstellung zu beginnen.
Schrittweise wurden immer mehr Prosatexte aufgenommen. Daher wurde Ende 1965 das Programm in „Lyrik – Jazz – Prosa“ umbenannt. Während der Laufzeit von „Jazz und Lyrik“ und „Lyrik – Jazz – Prosa“ waren die Vorstellungen stets ausverkauft. Um die Jahreswende 1966/67 lief die Veranstaltungsserie „Lyrik – Jazz – Prosa“ aus. Eine Zeit lang gab es noch Veranstaltungen, die Jazz in Verbindung mit anderen Kunstformen darboten, wie „Jazz und Tanz“ und „Jazz & Folksongs“.
Elemente der Jazz-und-Literatur-Reihen wurden in der Folge gelegentlich aufgegriffen. Beispielsweise trug Manfred Krug auf Konzerten mit der Klaus Lenz Band erneut Lyrik und Prosa vor.

## Veröffentlichungen
Von zwei Veranstaltungen in Berlin wurden Mitschnitte auf Amiga-Schallplatten veröffentlicht. 1965 entstand die LP Jazz und Lyrik von einem Konzert 1964. Drei Jahre später wurde nach langen Auseinandersetzungen mit Kulturfunktionären die LP Lyrik – Jazz – Prosa von einem Konzert 1965 veröffentlicht. Eine Neuauflage ohne die Stücke mit Manfred Krug folgte 1983.
Ende November 1995 wurde vom Label Amiga der Hansa-Musikproduktion (im Konzern BMG Ariola) eine CD unter dem abgewandelten Titel Jazz – Lyrik – Prosa herausgebracht, die die Mehrheit der damals veröffentlichten Musiktitel und alle rezitierten Titel beider LPs enthält. Bis Mitte 2000 gab es drei Auflagen; die Zahl der verkauften Exemplare lag über 60.000.

### Bekannte Prosatexte
- Der Hase im Rausch von Sergej Michalkow, rezitiert von Eberhard Esche
- Die Kuh im Propeller von Michail Soschtschenko, rezitiert von Manfred Krug

## Wiedergeburt
„Jazz – Lyrik – Prosa“ ist der Titel einer neuen Veranstaltungsreihe, die nach einem Abstand von über 30 Jahren im Frühjahr 1997 mit einer Reihe populärer Schauspieler, unterschiedlichen Bands und Gruppen des Jazz sowie einer großen Anzahl spezieller Programme inzwischen weit über 160 Aufführungen erlebte.
Musikalisch bildet heute – von Ausnahmen abgesehen – nicht mehr nur Dixielandjazz die musikalische Grundlage, sondern auch modernere Spielweisen des Jazz. Im Unterschied zu anderen Projekten mit Jazz, Lyrik und Prosa wird bei diesem in der Regel kein thematischer Zusammenhang geboten, sondern eine Mischung von Texten auf hohem künstlerischen Niveau. Lustige oder satirische Texte werden bevorzugt.
Neuerdings werden neben dem allgemeinen Programm mit wechselnden Mitwirkenden spezielle Sonderprogramme angeboten. Werner Sellhorn war bis zu seinem Tod 2009 auch hier als Programmgestalter und Moderator der Initiator der Reihe.

## Diskografie
- 1965: Jazz und Lyrik (Amiga)
- 1968: Lyrik – Jazz – Prosa (Amiga, 1983 unter neuer Nummer verändert wiederveröffentlicht)
- 1995: Jazz – Lyrik – Prosa (BMG Ariola)